# 第1降下猟兵師団
第1降下猟兵師団（だいいちこうかりょうへいしだん、1. Fallschirmjägerdivision）は、第二次世界大戦時のドイツ国防軍空軍の精鋭パラシュート降下部隊である。当時のドイツ国防軍の空挺兵の師団は降下猟兵（Fallschirmjäger）師団という用語で呼ばれ、元々は第7航空師団（Flieger-Division）として編成された部隊が1943年に第1降下猟兵（Fallschirmjäger）師団に改称された。

## 歴史
1938年10月に敵軍の防御陣に対し垂直面からの作戦を実施することを意図したエリート落下傘部隊となる第7航空師団（Flieger-Division）の編成が決定され、その指揮官にはクルト・シュトゥデント少将が任命された。
組織的には降下猟兵師団は陸軍の歩兵師団をなぞり3個降下猟兵連隊、砲兵連隊と師団輸送部隊から構成されることになっていたが、1941年まで兵力完備には至らなかった。それにも関わらず師団の基幹部隊は1940年のドイツ国防軍の作戦で目覚しい役割を果たした。第二次世界大戦の開始時には師団は第1と第2降下猟兵連隊で構成されていた。

### ポーランド侵攻（白の場合作戦）
第7航空師団はポーランド上空では落下傘降下を行わなかったが作戦の終盤で第2降下猟兵連隊／第I大隊がデンブリン（Dęblin）飛行場を占拠するために航空機で強襲をかけ、第II大隊はドゥクラ（Dukla）峠近くの別の飛行場に降り立った。この任務の目的は、ポーランド軍の高級将校が捕虜になる前に他国へ脱出しようとするのを防止することであった。第1降下猟兵連隊／第II大隊はヴォラ・グォフスカ（Wola Gułowska）でポーランド砲兵連隊との戦闘に巻き込まれ、この戦闘で降下猟兵初の戦死者を出した。

### 北欧侵攻（ヴェザー演習作戦）

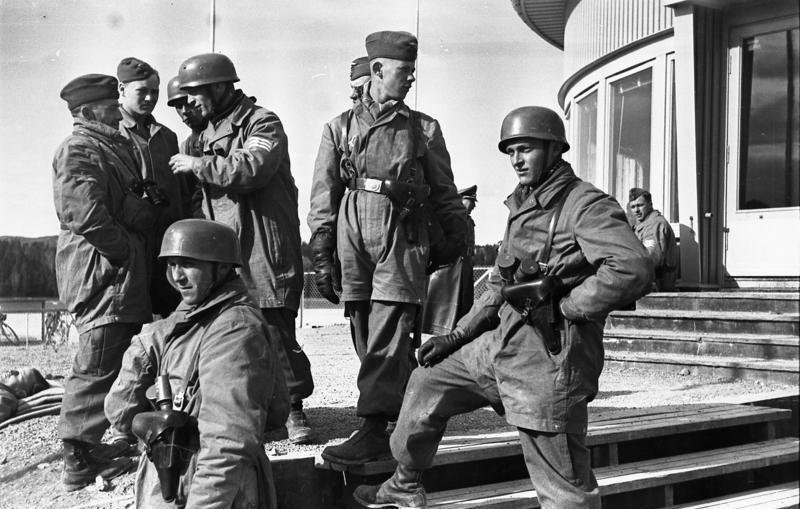
オスロの飛行場での降下猟兵

1940年4月に第1降下猟兵連隊／第I大隊はデンマークとノルウェーの主要な飛行場を確保するために使用された。これらの任務は成功し、確保された飛行場はドイツ国防軍空軍によるノルウェーへの兵員輸送やデンマーク領域外からの戦闘機の運用に重要な役割を果たした。しかし、後に中隊規模で実施されたドンバスの戦いでの落下傘降下は失敗に終わり、部隊は早々に補給品を使い果たしノルウェー軍の捕虜となった。
5月14日に第1降下猟兵連隊／第I大隊は集結し、主要な港湾奪取の戦闘をしていたドイツ軍山岳兵の援護のためにノルウェーのナルヴィクに降下した。ノルウェーでの作戦行動は6月10日に終了し、6月9日には交戦は停止していた。

### フランス侵攻（黄の場合作戦）

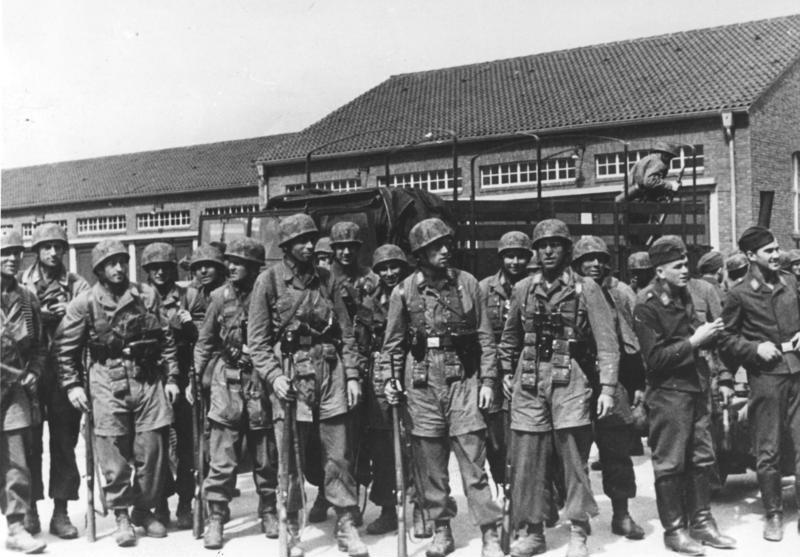
エバン・エマール要塞奪取に参加した降下猟兵

1940年5月のドイツ軍のベルギー、フランス、オランダへの侵攻計画において第7航空師団は主要な橋梁とエバン・エマール要塞を占拠し進軍を助けるために起用された。ベルギーでの作戦のために突撃大隊が編成され、この大隊の4つの中隊が次の4箇所の目標に割り当てられた：
- Schachterの橋の確保。
- Veldwezeltの橋の確保。
- Vroenhoevenの橋の確保。
- エバン・エマール要塞の奪取。

この内3つの任務は完璧に成功したが、Schachterの橋はベルギーの防衛部隊により破壊された。

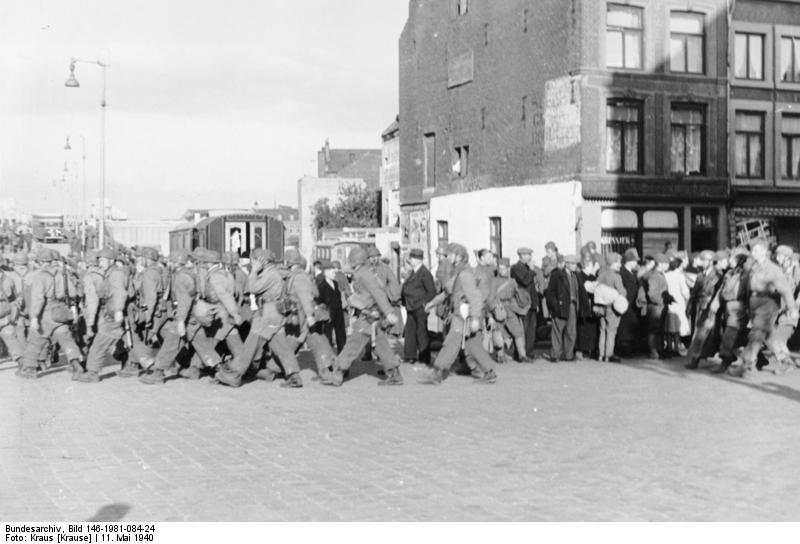
マーストリヒトの街を行進する降下猟兵

オランダへの攻撃には第7航空師団の大部分は第22空輸歩兵師団と協力して参加した。航空強襲の第1の目的はオランダ王室の住居があるハーグの確保と第2の目的は強固なオランダの防御部隊をドイツ軍の機械化された前衛部隊が突破できるように重要な橋を確保することであった。これらの橋はドルトレヒト、ムールデイクとニューウェ・マース川に架かっていた。落下傘降下による強襲も増援部隊が着陸する予定のロッテルダム近郊ヴァールハーフェン飛行場を確保するために実施された。
作戦開始当初の攻撃は成功したが、激しい戦闘の結果幾つかの部隊は多数の戦傷者を出した。ハーグへの攻撃は失敗し、多数の降下猟兵が捕虜となり両師団から出た捕虜の内1,200名が英国へ搬送された。しかし、オランダ軍の反撃にはあったが全ての橋の確保は成功した。オランダ軍がドイツ地上部隊の前進を阻む必要があったときに空挺部隊はこれらの戦力を引き付けていた。ロッテルダムが陥落した後間もなくシュトゥデント将軍は、ライプシュタンダーテ・SS・アドルフ・ヒトラー所属兵士の誤射で頭部に銃創を負った。シュトゥデント将軍が回復するまで一時的にプッチール（Putzier）将軍が師団の指揮を執った。ロッテルダムが激しい爆撃を受けた後、5月14日にオランダは降伏した。
フランスへの侵攻は第7航空師団による作戦行動無しで行われた。7月22日の休戦の調印によりドイツのフランス軍に対する勝利は完璧なものとなった。

### 英国侵攻計画（アシカ作戦）
夏の期間は英国への侵攻計画の準備に費やされた。降下猟兵は上陸序盤で重要な役割を果たす予定であり、ロムニーマーシュにあるリム飛行場確保の任務に割り当てられる予定であった。しかし、第7航空師団と第22空輸歩兵師団は前回の作戦での損耗から回復途上であった。侵攻計画は10月12日に破棄され、師団は新規隊員の訓練時間を確保した。
1941年の初めに国防軍最高司令部は第7航空師団を擁する第XI航空軍団の創設を決めた。この軍団の指揮官にはシュトゥデント将軍が、第7航空師団の新しい指揮官にはシュスマン（Süssmann）将軍が就任した。

### ギリシャの戦い（マリータ（Marita）作戦）

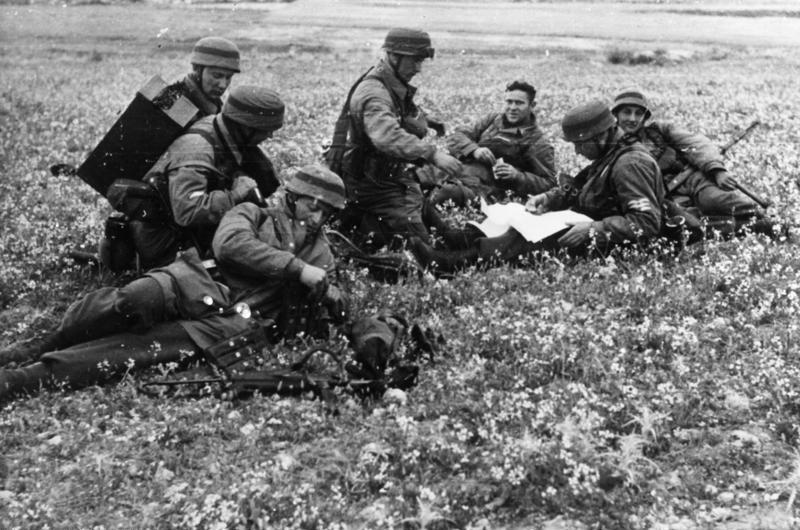
ギリシャ、コリントスでの降下猟兵

1941年4月6日にドイツ軍はギリシャに侵攻し迅速な進軍で4月26日にはティーヴァへ達した。同夜、第7航空師団／第2降下猟兵連隊はコリントス地峡を分断する運河に架かる橋を確保する目的でコリントスに降下した。当初の先遣部隊による攻撃は成功したが英軍の反撃にあい、橋は爆破された。それにもかかわらず地峡に架かる橋頭堡を確保し、ドイツ軍はペロポネソス半島の占領を実施した。

### クレタ島の戦い（メルクール作戦）

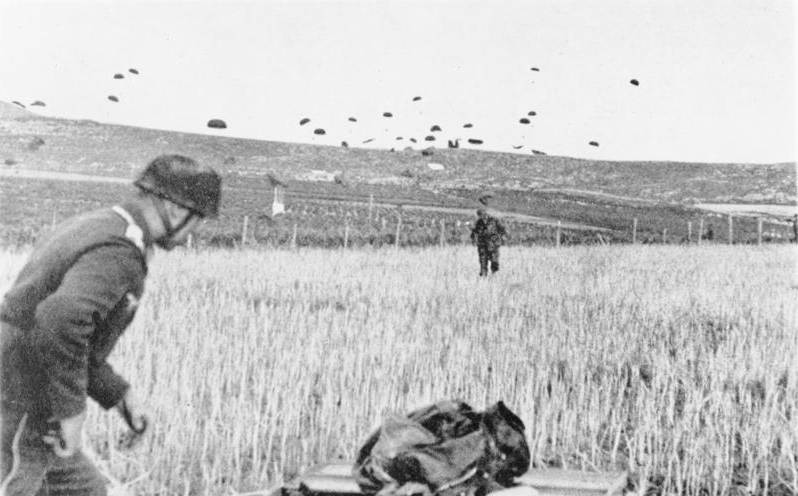
クレタ島に降下する降下猟兵

連合国軍の残存兵力がクレタ島へ退却するとドイツ軍は島を確保するために空挺作戦を実施することに決定した。メルクール 作戦では第7航空師団がクレタ島の飛行場を確保し、その後に第5山岳師団の山岳猟兵が援軍として空輸されることになっていた。5月20日に島に降下を開始した第7航空師団は以下の通り：
- マレメ - 空挺突撃連隊（オイゲン・マインドル少将）

第I大隊／第3中隊（ヴォルフ・フォン・プレッセン中佐：Wolf von Plessen)、第4中隊（クルト・ザラツィン大尉：Kurt Sarrazin）、大隊本部（ヴァルター・コッホ少佐）とフランツ・ブラウン（Franz Braun）少佐指揮の空挺突撃連隊／本部要員の兵員全てはグライダーで降下した。プレッセンとブラウンの部隊は河床へ着陸し、Tavronitis Bridgeの確保と近くの対空砲の破壊、マレメ飛行場の英空軍基地への足掛かりを築くことに成功したが両指揮官は戦死した。コッホとザラツィンの部隊は107高地の南勾配に降下したが、そこは第22ニュージーランド大隊のA中隊とB中隊の真上であった。両降下猟兵部隊は多大な戦傷者を出し、ザラツィンは戦死、コッホは頭部に負傷した。一方で残りの兵員は丘の中腹に四散した。
マレメに降下したその他の兵力は全てユンカース Ju 52から降下した空挺突撃連隊の以下の部隊である。
- 空挺突撃連隊／第II大隊（エドガー・シュテンツラー少佐：Edgar Stentzler）

この大隊は無傷でRapaniana周辺に降下し、少し西に降下したペーター・ミュルベ（Peter Mürbe）少尉指揮の1個小隊がKastelli近くの未完成の飛行場を確保した。
その後、マインドルは107高地への南からの側面攻撃作戦を実施するために第5中隊（ヘルテリッヒ中尉：Herterich）と第7中隊（バルメトラー大尉：Barmetler）を送り込んだ。
- 空挺突撃連隊／第III大隊（オットー・シェルバー少佐：Otto Scherber）

第III大隊はマレメ飛行場の東地区、海岸道路の南に位置するニュージーランド防衛陣の真上に降下してしまった。
大隊の兵員の戦傷率は高く、降下中や落下傘帯を外そうとしている間、兵器収納コンテナを探している間に多数の降下猟兵が戦死した。それにもかかわらず生存者の小グループは攻撃行動に移り、敵陣に対しヒット&ラン攻撃を仕掛け、また敵の散発的な反撃から自陣を守った。
- 空挺突撃連隊／第IV大隊（ヴァルター・ゲリッケ大尉）

第IV大隊は第II大隊と共に整然とTavronitis川の西に降着した。第16中隊（ヘーフェルト中尉：Höfeld）のみが側面防御のためにPolemarhi近くの主力部隊の南側に降りた。
- ハニアとスーダ湾 - 第3降下猟兵連隊

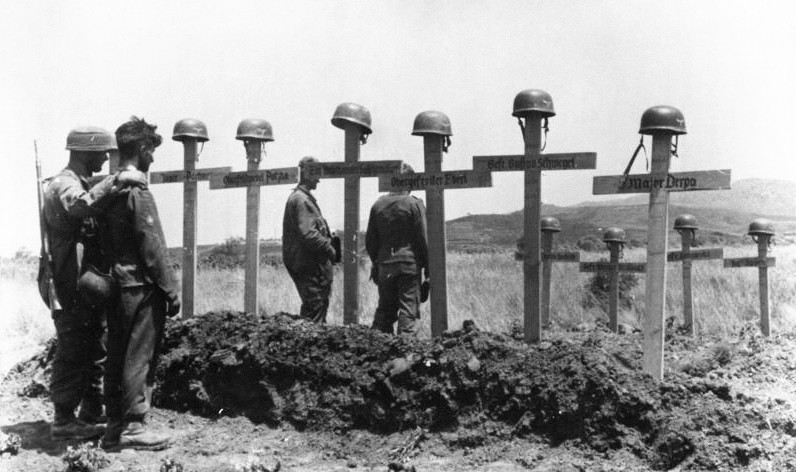
クレタ島、降下猟兵の墓標

- レティムノ - 第2降下猟兵連隊／第I大隊と第III大隊
- イラクリオン - 第1降下猟兵連隊、第2降下猟兵連隊／第II大隊

クレタ島へ接近中にシュスマン将軍が戦死しシュトゥルム将軍が指揮を引き継いだ。島の連合国軍部隊は頑強な抵抗をみせ、第7航空師団は22,000名中6,700名以上の死傷者という甚大な損害を出した。しかし、追加の援軍の投入により5月29日に連合国軍は島から退却せざるを得なかった。

### ソ連への侵攻（バルバロッサ作戦）

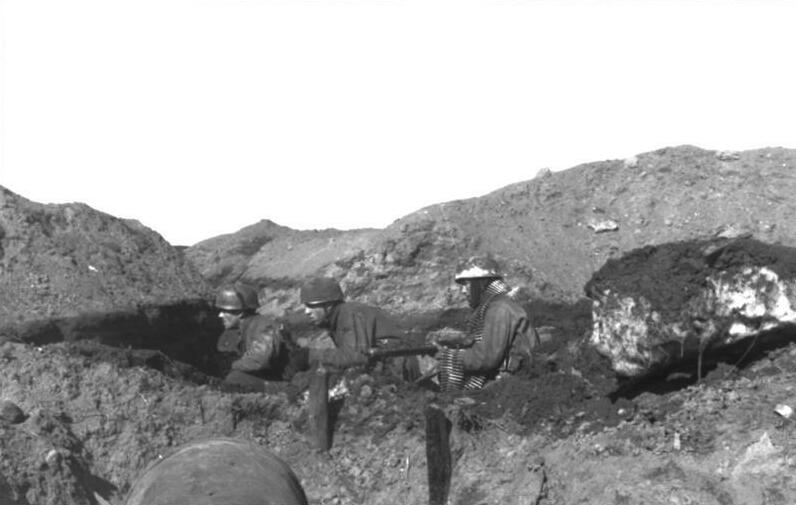
ロシアでの降下猟兵

1941年8月に第7航空師団はドイツに帰還した。ソビエト連邦への侵攻は進行中だったが、最初の夏の期間に師団は何の役割も果たさなかった。クレタ島での降下で被った損耗は新たに訓練された要員で補充され、1941年9月に師団は戦力を回復した。9月24日に師団はロシアのレニングラード戦線への移動命令を受けた。
過去の作戦行動と同様に精鋭の第7航空師団は、赤軍の攻撃に対して揺らぎ始めたドイツ軍防衛陣のいたる所へ戦線補強のために中隊や大隊戦力単位で投入された。これらの活動から降下猟兵達は「総統の消防士」と呼ばれるようになった。
9月29日から第7航空師団の第I連隊と第III連隊はネヴァ川沿いの突出部の防衛に参加した。戦闘は冬まで続き、部隊は鍔迫り合いで多大な損害を被った。最終的には師団は12月半ばで交代しドイツへ帰還した。
一方で第2連隊は11月に赤軍の冬期攻撃に対する防衛のために南部地区に配備された。連隊は冬の間を通して前線に留まったが、敵の攻撃によるものよりも極寒の環境での消耗の方が大きかった。1942年3月に第2連隊は、激しく続く赤軍の攻撃からの防衛のためにレニングラード南東のVolkhov戦線へ送られた。
1942年6月に第2連隊がドイツに帰還すると、連隊は第7航空師団から分離され新しく編成される第2降下猟兵師団の中核部隊となった。
第7航空師団はフランスのノルマンディーで戦力回復中であり、転出した第2連隊の代わりに第4連隊を編成した。その後、同じ年に師団をロシアでのドイツ軍の夏の攻勢に使用する案が立てられたが、計画は破棄され第7航空師団は10月にスモレンスク近郊のルジェフ地区に配備された。
冬の期間の大部分は哨戒と前線での限定的な攻撃のみが実施された。レニングラード攻防戦は進行中で、ソビエト連邦は前線の南部地域に焦点を当てていた。1943年3月に赤軍が第7航空師団の前面に突撃してきたときにこの状況が変わったが、この攻撃は赤軍に手酷い損害を与え撃退された。
5月に第7航空師団がドイツに帰還すると第1降下猟兵師団が編成中で、その後フランスのアヴィニョンへ移動して再装備と編成を完了した。7月10日に連合国軍がシチリアへの上陸を開始すると師団の短い休暇は終了した。

### 連合国軍のシチリア侵攻（ハスキー作戦）
第1降下猟兵師団の大部分はシチリア島の防衛戦に参加するために7月12日からカターニア飛行場に集結し始めた。英軍が電光石火攻撃を仕掛けようとしていたほんの数時間前にパラシュート降下で配置についていた師団の先遣部隊である第3降下猟兵連隊はプリモソーレ橋（Primosole Bridge）で交戦状態に入った。師団の残りの兵力はその後間もなくして島に配備され、そこかしこで防御陣を放棄し始めるまで、これまでとこれ以後同様に消防隊として防衛陣の強化に使用された。撤退の決断が下されると第1降下猟兵師団は撤退行動中の後衛部隊としての役割を務めた。師団は8月17日に島を離れた最後の部隊となった。

### イタリア戦線

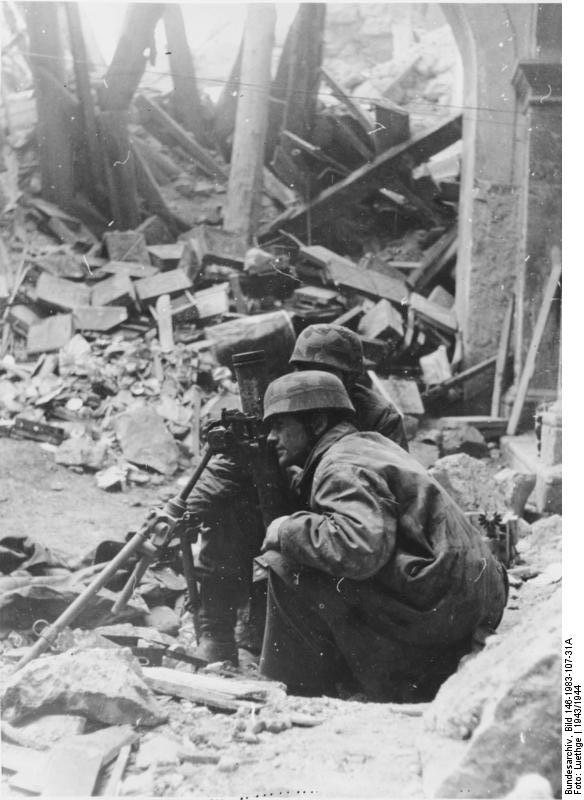
モンテ・カッシーノでの降下猟兵

残りの戦争期間、第1降下猟兵師団はイタリア戦線で戦った。師団はサレルノからターラントまでの上陸の可能性がある地区へ徐々に配備され、それとは別に連合国軍の進攻に応じてイタリアのアドリア海沿岸からの撤退作戦も実施した。冬までに師団は、進攻してくるモントゴメリー将軍指揮下の英第8軍に対抗するためローマの南のグスタフ・ライン防衛のために終結した。
1944年1月に米第IV軍はローマの南50kmの地点でアンツィオへの上陸を開始した。連合国軍にとっては不運なことに上陸は早々に行き詰まり進攻は停止した。上陸を援護するためには南部にいる連合国軍部隊がグスタフ・ラインのドイツ軍防衛陣を突破しなければならなかった。
1944年2月に第1降下猟兵師団は戦線から引き抜かれモンテ・カッシーノの防衛に廻された。この主要な拠点はローマへと続く道の途上にあり、連合国軍が前進しようとすればここを奪取しなければならなかった。3月15日に実施された連合国軍によるモンテカッシーノ修道院に対する絨毯爆撃をもってしても師団は退避させられることなく強固な防衛拠点を構築していた。ついに戦闘は3月22日に開始された。
"世界中でドイツ降下猟兵以外にはあのような試練に耐え抜き、その後であのように勇猛果敢な戦いを行う兵士はいないであろう" — アレクサンダー陸軍元帥.
戦闘により師団は第1降下猟兵連隊／第III大隊を含む多大な損害を被った。しかし、連合国軍が5月11日まで攻撃を再開しなかったため師団は損耗を回復する時間がとれた。

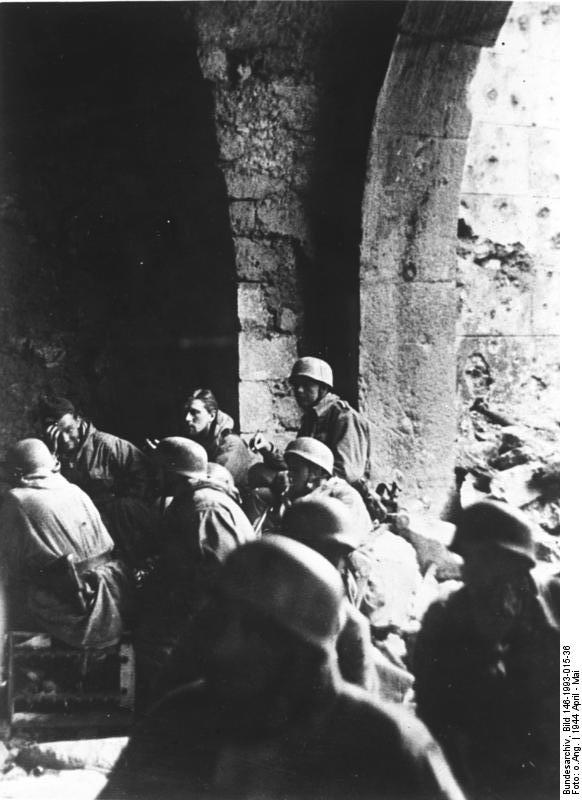
モンテ・カッシーノでの降下猟兵

4回目のカッシーノの戦闘が再開されるとドイツ軍の防衛陣は5月17日に優勢なモロッコ山岳コマンド部隊が海岸線沿いに側面を攻撃するまで持ちこたえた。これによりカッシーノでの戦いは無益なものとなり、第1降下猟兵師団はドイツ軍のローマの北への一斉退却に合流した。5月18日に第3カルパートィ・ライフル師団（Polish 3rd Carpathian Rifle Division）のポーランド部隊の第12ポドルスキ騎兵隊（the 12th Podolski Lancers）は修道院を確保し、そこには負傷兵のみが残されているのを知った。降下猟兵達は連合国軍部隊がボローニャの南に位置するアペニン山脈にある防衛線に到達するのを遅延させる戦闘を行った。その頃には第1降下猟兵師団は第4降下猟兵師団と共に第1降下猟兵軍の一部を構成していた。イタリア戦線は冬期の間は散発的に行われる哨戒と強襲のみでこう着状態を保っていた。
1945年1月に第1降下猟兵軍団はセニオ川背後のアドリア海沿岸に配備された。連合国軍の進攻が4月8日に再開され、第1降下猟兵師団は英第8軍によりポー川の方へ徐々に後退させられた。4月25日に師団は渡河を完了し、即座にアルプス山脈での最終決戦に向けて準備を開始した。
最終的にイタリアのドイツ軍は1945年5月2日に降伏し、その中に第1降下猟兵師団の兵員も含まれていた。ドイツの無条件降伏はその1週間後のことであった。

## 指揮官
| 日付           | 指揮官                                           |
| -------------- | ------------------------------------------------ |
| 1938年9月9日   | クルト・シュトゥデント 中将                      |
| 1940年5月16日  | リヒャルト・プッチール（Richard Putzier）中将    |
| 1941年1月21日  | ヴィルヘルム・シュスマン（Wilhelm Süssmann）中将 |
| 1941年5月20日  | アルフレート・シュトゥルム（Alfred Sturm）少将   |
| 1941年6月1日   | エリッヒ・ペーテルゼン（Erich Petersen）中将     |
| 1942年8月1日   | リヒャルト・ハイドリヒ 中将                      |
| 1944年11月18日 | カール＝ロタール・シュルツ 少将                  |

## 編成
1939年9月
- 第7航空師団
  - 第1降下猟兵連隊
    - 3個大隊

  - 第2降下猟兵連隊
    - 2個大隊

1941年5月
- 第7航空師団
  - 第1降下猟兵連隊
  - 第2降下猟兵連隊
  - 第3降下猟兵連隊
  - 第7砲兵大隊
  - 第7対戦車大隊
  - 第7高射砲大隊
  - 機関銃大隊
  - 工兵大隊
  - その他師団の部隊

1943年4月
- 第1降下猟兵師団
  - 第1降下猟兵連隊
  - 第3降下猟兵連隊
  - 第4降下猟兵連隊
  - 第1降下猟兵砲兵連隊
    - 第II大隊

  - 第1降下猟兵対戦車大隊
  - 第1降下猟兵工兵大隊
  - 第1降下猟兵機関銃大隊
  - その他師団の部隊